# Portland Trail Blazers
Portland Trail Blazers je basketbalový tým hrající severoamerickou ligu National Basketball Association. Patří do Severozápadní divize Západní konference NBA.
Tým byl založen roku 1970.
Za svou historii dokázali Trail Blazers celkem třikrát vyhrát play-off své konference, z toho jednou následně i finále celé NBA:
- Vítězství v NBA: 1977
- Ostatní vítězství v konferenci: 1990, 1992

## Statistika týmu v NBA
| Sezóna                 | Výhry | Prohry | %    | Účast v play-off                                                | Výsledky v play-off                                                                |
| ---------------------- | ----- | ------ | ---- | --------------------------------------------------------------- | ---------------------------------------------------------------------------------- |
| Portland Trail Blazers |       |        |      |                                                                 |                                                                                    |
| 1970–71                | 29    | 53     | 35,4 |                                                                 |                                                                                    |
| 1971–72                | 18    | 64     | 22,0 |                                                                 |                                                                                    |
| 1972–73                | 21    | 61     | 25,6 |                                                                 |                                                                                    |
| 1973–74                | 27    | 55     | 32,9 |                                                                 |                                                                                    |
| 1974–75                | 38    | 44     | 46,3 |                                                                 |                                                                                    |
| 1975–76                | 37    | 45     | 45,1 |                                                                 |                                                                                    |
| 1976–77                | 49    | 33     | 59,8 | První kolo Konferenční semifinále Konferenční finále Finále NBA | 2:1 Chicago Bulls 4:2 Denver Nuggets 4:0 Los Angeles Lakers 4:2 Philadelphia 76ers |
| 1977–78                | 58    | 24     | 70,7 | Konferenční semifinále                                          | 2:4 Seattle SuperSonics                                                            |
| 1978–79                | 45    | 37     | 54,9 | První kolo                                                      | 1:2 Phoenix Suns                                                                   |
| 1979–80                | 38    | 44     | 46,3 | První kolo                                                      | 1:2 Seattle SuperSonics                                                            |
| 1980–81                | 45    | 37     | 54,9 | První kolo                                                      | 1:2 Kansas City Kings                                                              |
| 1981–82                | 42    | 40     | 51,2 |                                                                 |                                                                                    |
| 1982–83                | 46    | 36     | 56,1 | První kolo Konferenční semifinále                               | 2:0 Seattle SuperSonics 1:4 Los Angeles Lakers                                     |
| 1983–84                | 48    | 38     | 58,5 | První kolo                                                      | 2:3 Phoenix Suns                                                                   |
| 1984–85                | 42    | 40     | 51,2 | První kolo Konferenční semifinále                               | 3:1 Dallas Mavericks 1:4 Los Angeles Lakers                                        |
| 1985–86                | 40    | 42     | 48,9 | První kolo                                                      | 1:3 Denver Nuggets                                                                 |
| 1986–87                | 49    | 33     | 59,8 | První kolo                                                      | 1:3 Houston Rockets                                                                |
| 1987–88                | 53    | 29     | 64,6 | První kolo                                                      | 1:3 Utah Jazz                                                                      |
| 1988–89                | 39    | 43     | 47,6 | První kolo                                                      | 0:3 Los Angeles Lakers                                                             |
| 1989–90                | 59    | 23     | 72,0 | První kolo Konferenční semifinále Konferenční finále Finále NBA | 3:0 Dallas Mavericks 4:3 San Antonio Spurs 4:2 Phoenix Suns 1:4 Detroit Pistons    |
| 1990–91                | 63    | 19     | 76,8 | První kolo Konferenční semifinále Konferenční finále            | 3:2 Seattle SuperSonics 4:1 Utah Jazz 2:4 Los Angeles Lakers                       |
| 1991–92                | 57    | 25     | 69,5 | První kolo Konferenční semifinále Konferenční finále Finále NBA | 3:1 Los Angeles Lakers 4:1 Phoenix Suns 4:2 Utah Jazz 2:4 Chicago Bulls            |
| 1992–93                | 51    | 31     | 62,2 | První kolo                                                      | 1:3 San Antonio Spurs                                                              |
| 1993–94                | 47    | 35     | 57,3 | První kolo                                                      | 1:3 Houston Rockets                                                                |
| 1994–95                | 44    | 38     | 53,7 | První kolo                                                      | 0:3 Phoenix Suns                                                                   |
| 1995–96                | 44    | 38     | 53,7 | První kolo                                                      | 2:3 Utah Jazz                                                                      |
| 1996–97                | 49    | 33     | 59,8 | První kolo                                                      | 1:3 Los Angeles Lakers                                                             |
| 1997–98                | 46    | 36     | 56,1 | První kolo                                                      | 1:3 Los Angeles Lakers                                                             |
| 1998–99                | 35    | 15     | 70,0 | První kolo Konferenční semifinále Konferenční finále            | 3:1 Phoenix Suns 4:2 Utah Jazz 0:4 San Antonio Spurs                               |
| 1999–2000              | 59    | 23     | 72,0 | První kolo Konferenční semifinále Konferenční finále            | 3:1 Minnesota Timberwolves 4:1 Utah Jazz 3:4 Los Angeles Lakers                    |
| 2000–01                | 50    | 32     | 61,0 | První kolo                                                      | 0:3 Los Angeles Lakers                                                             |
| 2001–02                | 49    | 33     | 59,8 | První kolo                                                      | 0:3 Los Angeles Lakers                                                             |
| 2002–03                | 50    | 32     | 61,0 | První kolo                                                      | 3:4 Dallas Mavericks                                                               |
| 2003–04                | 41    | 41     | 50,0 |                                                                 |                                                                                    |
| 2004–05                | 27    | 55     | 32,9 |                                                                 |                                                                                    |
| 2005–06                | 21    | 61     | 25,6 |                                                                 |                                                                                    |
| 2006–07                | 32    | 50     | 39,0 |                                                                 |                                                                                    |
| 2007–08                | 41    | 41     | 50,0 |                                                                 |                                                                                    |
| 2008–09                | 54    | 28     | 65,9 | První kolo                                                      | 2:4 Houston Rockets                                                                |
| 2009–10                | 50    | 32     | 61,0 | První kolo                                                      | 2:4 Phoenix Suns                                                                   |
| 2010–11                | 48    | 34     | 58,5 | První kolo                                                      | 2:4 Dallas Mavericks                                                               |
| 2011–12                | 28    | 38     | 42,4 |                                                                 |                                                                                    |
| 2012–13                | 33    | 49     | 40,2 |                                                                 |                                                                                    |
| 2013–14                | 33    | 49     | 40,2 | První kolo Konferenční semifinále                               | 4:2 Houston Rockets 1:4 San Antonio Spurs                                          |
| 2014–15                | 51    | 31     | 62,2 | První kolo                                                      | 1:4 Memphis Grizzlies                                                              |
| 2015–16                | 44    | 38     | 53,7 | První kolo                                                      | Los Angeles Clippers                                                               |
| Celkem                 | 1991  | 1733   | 53,5 |                                                                 |                                                                                    |
| Play-off               | 103   | 125    | 45,2 | 1 vítězství                                                     | 1 vítězství                                                                        |